# Liste der denkmalgeschützten Objekte in St. Oswald (Niederösterreich)
Die Liste der denkmalgeschützten Objekte in St. Oswald enthält die denkmalgeschützten, unbeweglichen Objekte der Gemeinde St. Oswald.

## Denkmäler
| Foto |                 | Denkmal                                                       | Standort                                           | Beschreibung | Metadaten |
| ---- | --------------- | ------------------------------------------------------------- | -------------------------------------------------- | --- | --- |
| ja   | Datei hochladen | Pfarrhof HERIS-ID: 50635 Objekt-ID: 55782                     | Obere Hauptstraße 1 Standort KG: St. Oswald        | Der östlich der Pfarrkirche gelegene Pfarrhof von St. Oswald ist ein geländebedingt ein- bis zweigeschoßiger Bau mit Walmdach, glatter Fassade, tonnengewölbtem Erdgeschoßraum und Baukern aus dem 16. Jahrhundert. | BDA-Hist.: Q38041412 Status: § 2a Stand der BDA-Liste: 2025-06-30 Name: Pfarrhof GstNr.: .15                                                               |
| ja   | Datei hochladen | Kath. Pfarrkirche hl. Oswald HERIS-ID: 50636 Objekt-ID: 55783 | Obere Hauptstraße 1, neben Standort KG: St. Oswald | Die von Ortsplatz, Pfarrhaus und Friedhof umgebene Pfarrkirche St. Oswald ist eine barockisierte romanische Wehrturmkirche mit gotischem Chor. Sie verfügt über ein im Kern romanisches, ungegliedertes Langhaus mit Rundbogenfenstern und Satteldach, einen eingezogenen Chor aus dem späten 15. Jahrhundert, einen fünfgeschoßigen romanischen Turm mit 1739 aufgesetztem Obergeschoß und Pyramidendach, eine spätgotische Sakristei, einen Vorraum sowie eine niedrige Beichtkammer. | BDA-Hist.: Q38041424 Status: § 2a Stand der BDA-Liste: 2025-06-30 Name: Kath. Pfarrkirche hl. Oswald GstNr.: .14 Pfarrkirche St. Oswald (Niederösterreich) |